# ザ・ブリザード
『ザ・ブリザード』（原題: The Finest Hours）は、2016年のアメリカ合衆国のパニック・アクション映画。監督はクレイグ・ギレスピー、出演はクリス・パインとケイシー・アフレックなど。
1952年に起きたアメリカ沿岸警備隊によるT2 タンカー・SSペンドルトン号の救出劇を映画化した作品。ペンドルトンの救出は、最も偉大な救出活動の一つとして扱われている。

## キャスト
※括弧内は日本語吹替。
- バーニー・ウェバー（英語版） - クリス・パイン（福田賢二）

沿岸警備隊員。
- レイ・シーバート - ケイシー・アフレック（川田紳司）

一等機関士。立場に相応しい線内構造の知識と対策に優れた知恵者。
- リチャード・リヴシー - ベン・フォスター（竹内栄治）

バーニーの同僚。
- ダニエル・クラフ（英語版） - エリック・バナ（三上哲）

沿岸警備隊の司令官。バーニーに救助任務を頼む。
- ミリアム・ペンティネン - ホリデイ・グレインジャー（遠藤綾）

電話交換手。下が見えないという理由で夜の海が怖い。バーニーと恋仲になり、バーニーの身を案じている。
- ウォレス・クイリー - ジョン・オーティス（赤城進）

ペンドルゴンの船員。
- アンディ・フィッツジェラルド - カイル・ガルナー

バーニーの同僚。
- アーヴィン・マスキー - ジョン・マガロ

バーニーの同僚。
- フランク・ファウテウックス - グレアム・マクタヴィッシュ（松本大）

船員。真面目な性格。
- D.A.ブラウン - マイケル・レイモンド＝ジェームズ（土田大）

船員。シーバートと折り合いが悪い。
- メル・ガスロー - ボー・ナップ

バーニーの友人。バーニーに親身になる良き友人。気さくだが、そのことで規則を軽視することもある。
- チューダ・サウザーランド - ジョシュ・スチュワート

船員。
- ジョージ・“タイニー”・マイヤーズ - エイブラハム・ベンルービ

船のコック。陽気な性格。船体にたたきつけられて死亡する。
- エルドン・ハナン - キーナン・ロンズデール（英語版）
- ベア・ハンセン - レイチェル・ブロズナハン
- ドナルド・バングス - ベンジャミン・コルダイク（英語版）

主任。
- カール・ニッカーソン - マシュー・マー（英語版）

バーニーの知人。
- その他の日本語吹き替え ‐ 佐々木啓夫/河本邦弘/木島隆一/祐仙勇/赤坂柾之/岡井カツノリ/内野孝聡/佐久間元輝/長谷川敦央/あいざわゆりか/三木美/大井麻利衣